# Ernesto McCausland
Pour les articles homonymes, voir McCausland (homonymie).
Ernesto McCausland   Sojo, né le 4 janvier  1961 à Barranquilla  et mort le 4 novembre  2012 dans la même ville, est un journaliste, écrivain et réalisateur colombien.
McCausland a commencé dans le journalisme en 1982, en tant que journaliste de faits divers pour son  journal local " El Heraldo".
Plus tard, il commence à travailler dans le genre de journalisme narratif, devenant l'un des meilleurs dans de multiples domaines tels que la presse, de la radio et de la télévision en Colombie. Au même temps, il  dirige "Mundo Costeño", un programme de journalisme narratif sur la chaîne régionale  "Telecaribe", où il a mis en exergue les coutumes et les traditions de la région Caraïbe colombienne.
Au milieu des années 1990 il travaille comme présentateur de nouvelles à la télévision QAP. Depuis 2008, il a travaille en tant que coprésentateur de "El Radar" sur Caracol Televisión  . Il est également chroniqueur pour " El Heraldo" et a publié aussi deux romans, Febrero escarlata (Planeta, 2004) et El alma del acordeón (Intermedio, 2006).
Depuis 1998, il a mené son propre studio de production, "La Esquina del Cine", où il travaille  avec quelques-uns des producteurs les plus talentueux de la région Caraïbe colombienne.
McCausland a réalisé trois films, El último Carnaval, Champeta Paradise  et  Siniestro, qui a remporté le prix du meilleur film colombien de 2000. Il a également dirigé 14 courts métrages et plusieurs documentaires.